# 滋賀日日新聞

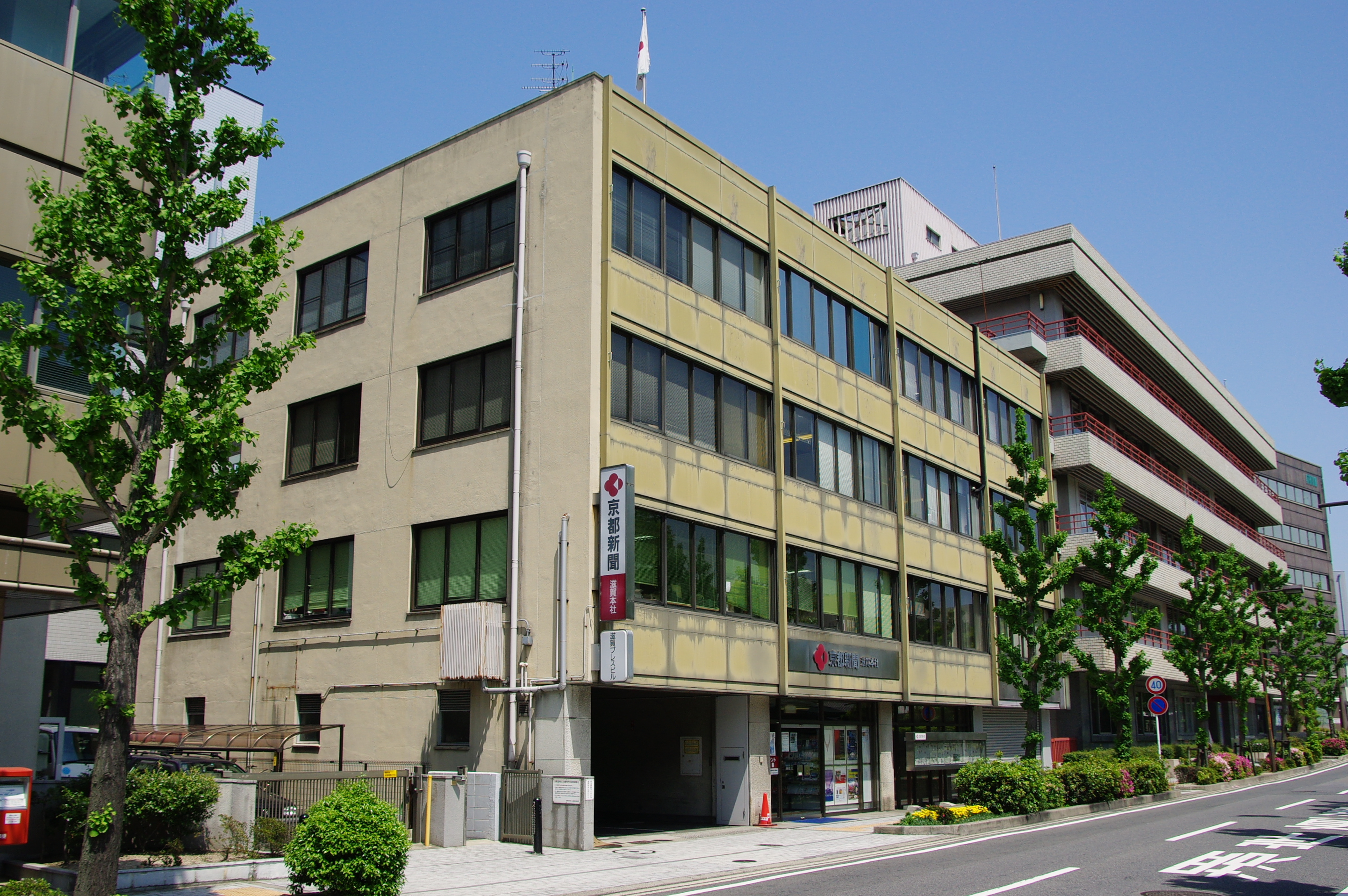
滋賀日日新聞社の本社があった滋賀プレスビル（現 京都新聞滋賀本社、大津市）

滋賀日日新聞（しがにちにちしんぶん）は、滋賀県でかつて発行されていた新聞。過去の経緯から、業務提携→事業譲渡された京都新聞が、滋賀日日新聞の事実上の廃刊後も、滋賀県の県域新聞として認識されている。

## 沿革
- 1922年11月 江州日日新聞として創刊。
- 1942年 滋賀新聞（みんなの滋賀新聞とは無関係）に改題。
- 1955年6月 一時休刊。
- 1955年9月26日 滋賀日日新聞と改題して再刊。
- 1956年2月29日 京都新聞の僚紙となる。
- 1966年9月11日 新社屋・滋賀プレスビル完成。（現在も京都新聞の滋賀本社として使用。）
- 1979年 休刊。事業を「京都新聞社滋賀本社」に移譲し、事実上京都新聞に経営統合されるかたちになった。
- 2025年3月1日 1994年以来滋賀版を示す「滋賀」を30年以上に渡り京都新聞本紙の題字下に掲示していたが、これを滋賀県の県域紙の機能強化を図る観点から「滋賀 京都新聞」[1]に改題（但し、各ページの題字は「京都新聞」のまま。号数も京都新聞本紙と同じものを採用）した。